# Суровцы (Пермский край)
Суровцы — деревня в Оханском городском округе Пермского края России.

## История
До 2018 года входила в состав ныне упразднённого Андреевского сельского поселения Оханского района.

## География
Деревня находится на расстоянии приблизительно 19 километров (по прямой) на юго-запад от города Оханска, административного центра округа.
Климат
Климат характеризуется как умеренно континентальный. Средняя многолетняя температура самого холодного месяца (января) составляет −17,3 °С, температура самого тёплого (июля) — 24,8 °С. Среднегодовое количество осадков — более 738 мм. Максимальное количество осадков приходится на летний период.

## Население
Постоянное население деревни было 6 человек в 2002 году., 0 человек в 2010 году.
Национальный состав
Согласно результатам переписи 2002 года, в национальной структуре населения русские составляли 100 %.